# جیمز کوکو
جیمز کوکو (انگلیسی: James Coco؛ ۲۱ مارس ۱۹۳۰ – ۲۵ فوریهٔ ۱۹۸۷) هنرپیشه اهل ایالات متحده آمریکا بود.
از فیلم‌هایی که وی در آن نقش داشته است، می‌توان به تنها وقتی می‌خندم، مهمانی وحشی اشاره کرد.